# Павелецкое направление Московской железной дороги

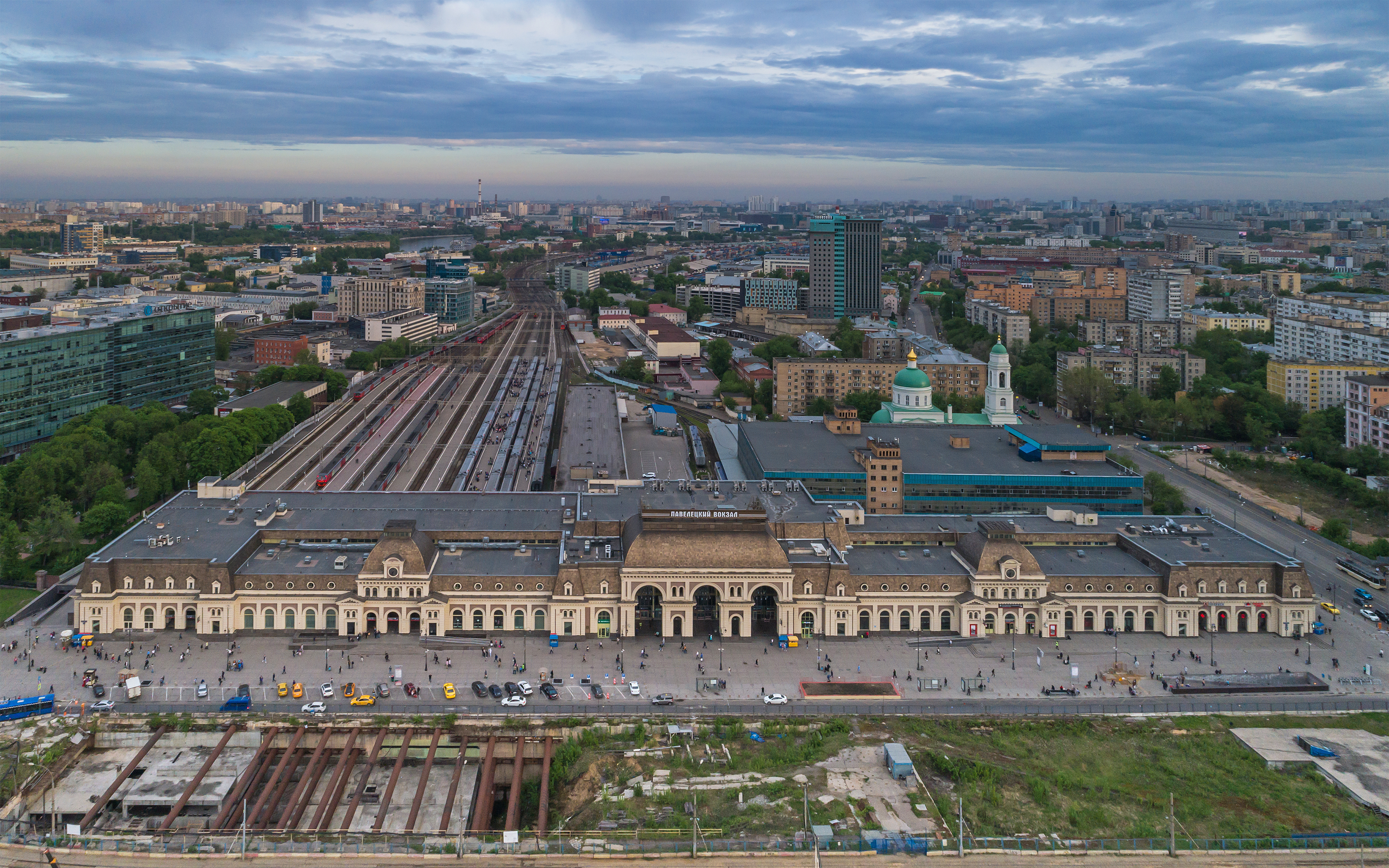
Павелецкий вокзал — начальный пункт главного хода Павелецкого направления МЖД (май 2017)

Павелецкое направление Московской железной дороги — железнодорожная линия от Павелецкого вокзала Москвы до станции Ожерелье. От станции Домодедово идёт ветка в одноимённый аэропорт. На станции Ожерелье происходит разветвление линии: одна ветка отходит в южном направлении (Венёв — Узловая — Ефремов — Елец), вторая — в юго-восточном (Узуново — Михайлов — Павелец).

## История

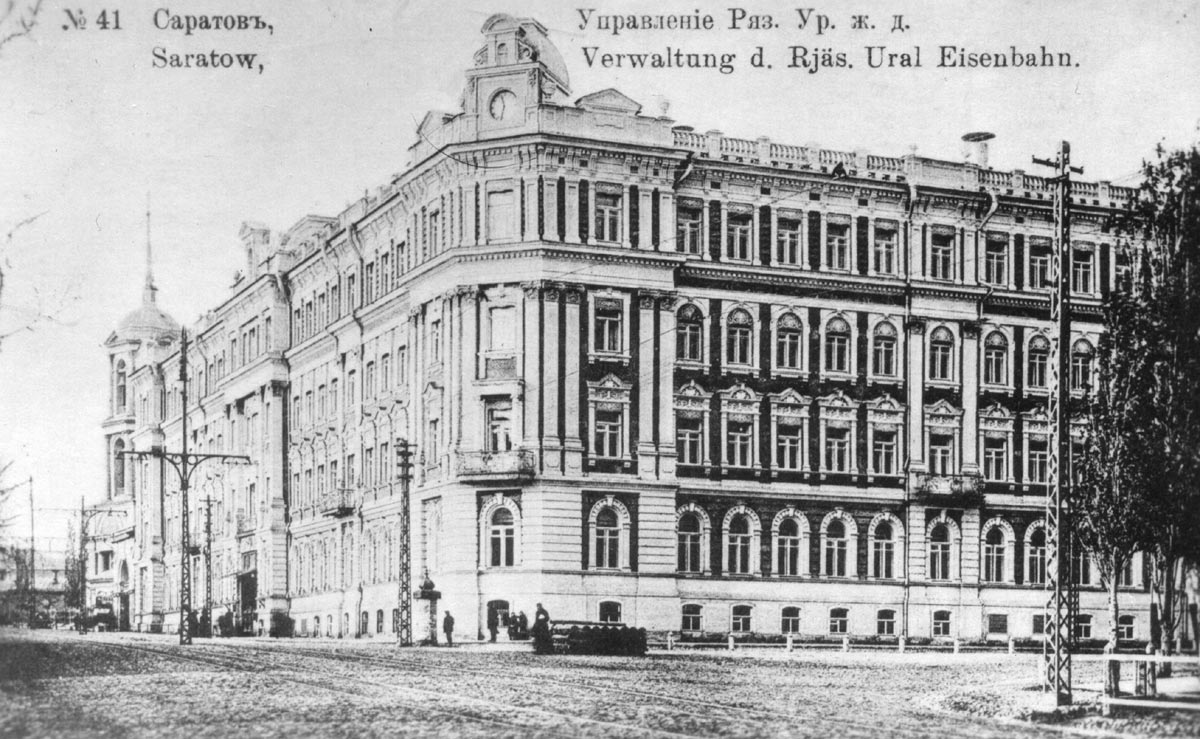
Здание управления Рязанско-Уральской железной дороги в Саратове построено в 1907—1914 гг. в две очереди

В конце XIX века крупнейшей частной железной дорогой в Российской империи стало «Общество Рязанско-Уральской железной дороги». Дорога связывала 12 густонаселённых губерний, но выхода в Москву у неё не было. В связи с этим правление дороги выступило перед правительством с ходатайством дать разрешение на постройку ветви Павелец — Москва. В 1897 году общество получает разрешение на строительство линии от станции Данков до Смоленска и от Павельца до Москвы. В 1898 году обществу разрешено строить ветвь от Иноковки до села Инжавино и уложить второй путь на участке Москва — Кашира. До 1953 года на участке Москва-Павелецкая — Богоявленск установленный километраж отсчитывался от Саратова I, после административно-территориальной реформы железных дорог СССР 1953 года, в ходе которой бывшая РУЖД была поделена между Приволжской, Юго-Восточной и Московско-Рязанским и Московско-Павелецким бывшими отделениями МЖД, километраж стал отсчитываться от Павелецкого вокзала.
В декабре 1955 года участок Ожерелье — Михайлов был электрифицирован переменным током (20 кВ).
Весной 1989 года, с окончанием строительства соединительной линии «Узуново — Рыбное», участок «Ожерелье — Узуново» переведён с переменного тока на постоянный (единственный случай в истории советских и российских железных дорог).

## Современное состояние

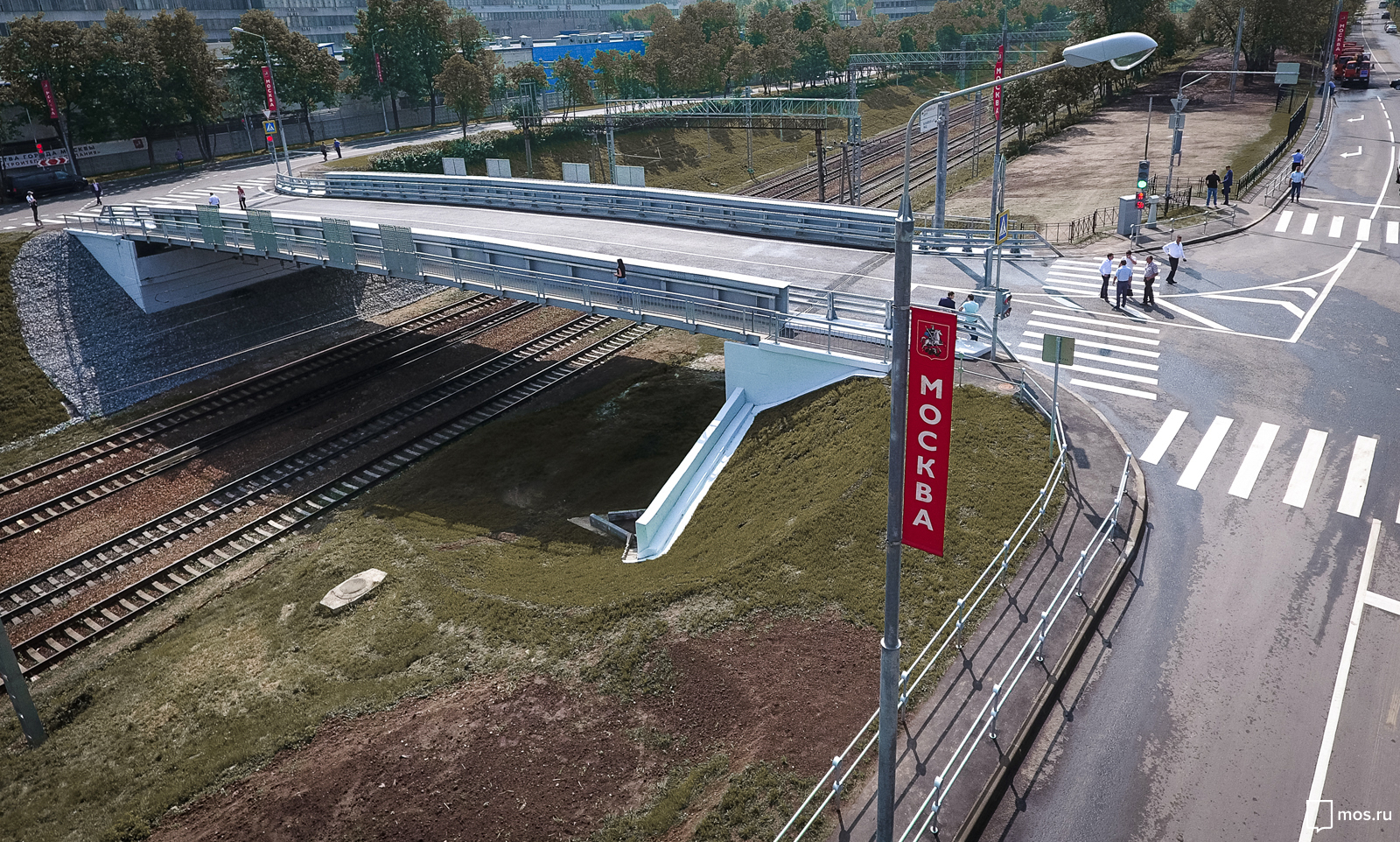
Путепровод через пути Павелецкого направления на 7-м километре, связывающий Электролитный проезд и Проектируемый проезд № 2147. Находится в районе станции метро «Нагорная».

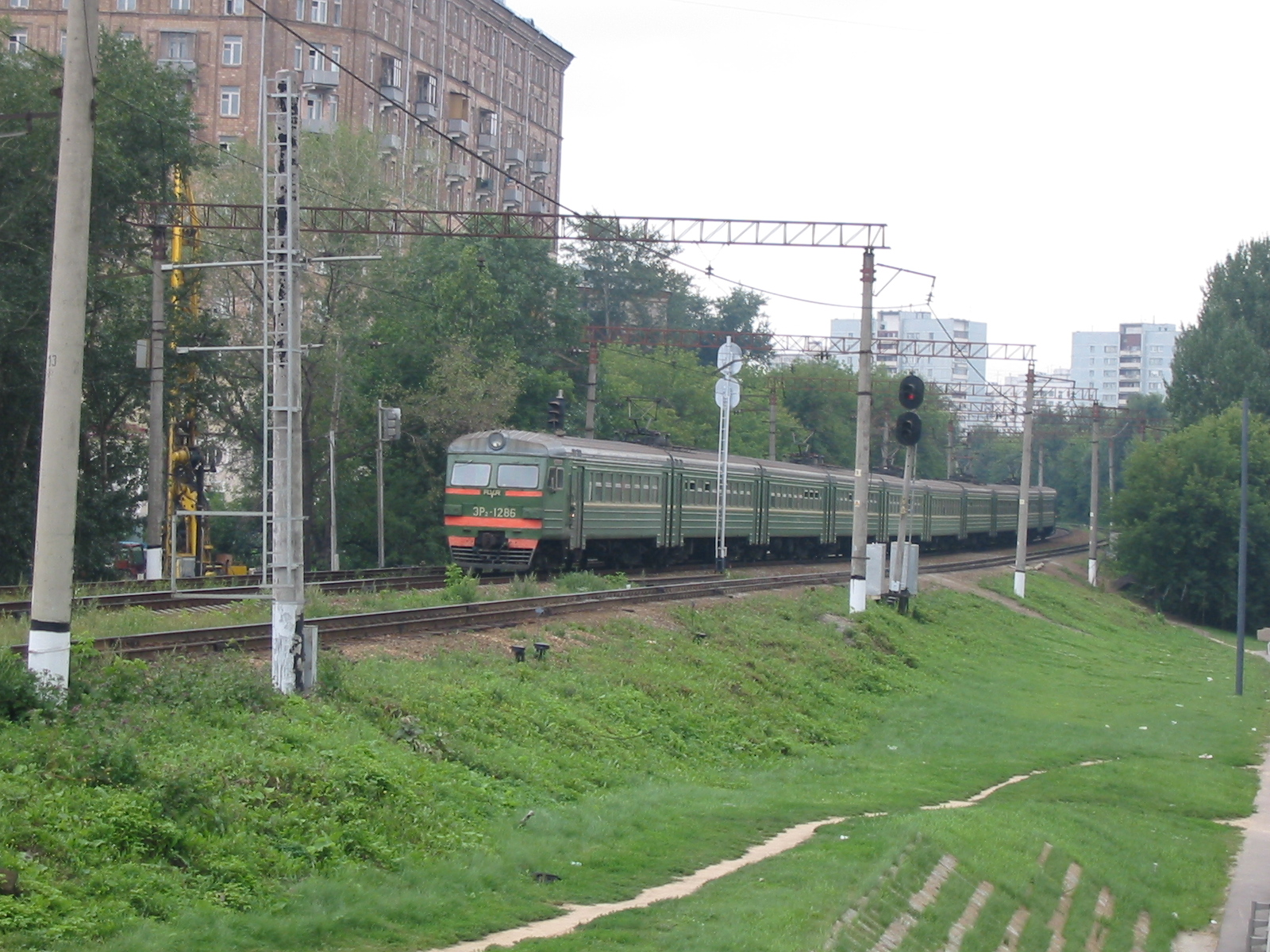
Основной подвижной состав в начале 2000-х (2004)

В 2010-х Павелецкое направление является одним из наименее загруженных по пассажирским перевозкам на Московском железнодорожном узле. Единственная ниша, которую оно прочно занимает — пригородные перевозки в направлении Москва — Ожерелье — Узуново и аэроэкспрессы в аэропорт Домодедово. Несмотря на то, что Павелецкий ход связывает Москву с югом России, в том числе с черноморскими курортами, объёмы пассажирских перевозок дальнего следования на нём незначительны; основная масса поездов южного и юго-восточного направлений идёт через Рязань (станции Рязань I и Рязань II). Во многом это связано с инфраструктурной неразвитостью участков Ожерелье — Елец и Узуново — Павелец — Раненбург: на первом отсутствует электрификация, а второй участок хотя и электрифицированный, но однопутный.
В 2018 году руководство РЖД заявило о переводе в будущем значительной части пассажирского трафика южного направления с критически перегруженного Рязанского хода (нагрузка на который возросла ещё больше по причине невозможности использования после 2014 года традиционного сквозного маршрута через Украину для перевозок в Крым) на Павелецкий, для чего будет проведена электрификация магистрального участка Ожерелье — Елец.
В границах Москвы имеет соединительные ветки с Малым кольцом Московской железной дороги: техническая станция Канатчиково — станция Коломенское Павелецкого направления (электрифицирована), Москва-Товарная-Павелецкая — Канатчиково (неэлектрифицирована, закрыта в 2016 году), а также Бирюлёвская соединительная ветвь, связывающая с Курским направлением МЖД: станция Царицыно Курского направления — станция Бирюлёво-Товарная Павелецкого направления (электрифицирована). Линии используются для пропуска редких поездов дальнего следования, следующих транзитом через Москву, а также для служебных нужд РЖД. Пригородное движение по линиям отсутствует.
От станции Бирюлёво-Товарная действует ответвление длиной 9 км на участок Обменная — Заводская, обслуживающая Московский коксогазовый завод в г. Видное; от станции Авиационная начинается ветка длиной 17 км до станции Карьерная (пос. Еганово Раменского района). Пассажирское движение по этим линиям отсутствует. 
Основная линия Москва-Павелецкая — Ступино является трёхпутной. Перегон Домодедово — Авиационная двухпутный.
От станций Домодедово, Белые Столбы, Михнево, Жилёво, Кашира имеются ответвления на промышленные предприятия и карьеры.
От станции Михнево и Жилёво имеются электрифицированные соединительные ветви, соединяющие с Большим кольцом МЖД.
25 декабря 2018 года открыт остановочный пункт Верхние Котлы с пересадкой на станцию МЦК Верхние Котлы.
В середине 2020-х годов планируется открытие линии 5 Московских центральных диаметров связывающего Павелецкое направление с Ярославским и работающего в режиме «наземного метро», не исключено и транзитное движение «дальних» пригородных электропоездов на участке Александров — Сергиев Посад — Ожерелье — Узуново и прилегающим к направлениям ответвлениям (на станции Красноармейск, Фрязево, Фрязино, аэропорт Домодедово). Трассировка диаметра на данный момент прорабатывается.

## Пригородное сообщение

### Остановочные пункты
- 46 — общее количество (2 работают только от Москвы)

из них:
- 43 — главный ход
- 3 — ответвление Домодедово — Аэропорт-Домодедово

из них:
- 15 — (зона, где доступна оплата Тройкой, но без возможности бесплатной пересадки на Московский метрополитен и интегрированные с ним городские транспортные системы)
- 31 — (за пределами зон, где доступна оплата Тройкой)

### Самые дальние беспересадочные маршруты пригородных электропоездов изМосквына главном ходу и ответвлениях
- Москва — Узуново
- Москва — Аэропорт Домодедово

### Новые остановочные пункты
- Верхние Котлы
- 32 км (работает только от Москвы)
- 85 км (работает только от Москвы)
- 131 км
- 137 км
- 146 км
- 152 км

### Переименованнные остановочные пункты
- Москва-Товарная — Дербеневская
- Речной Вокзал — ЗИЛ — Тульская
- Нижние Котлы — Нагатинская
- Коломенское — Варшавская
- Переезд — 121 км

### Самые дальние беспересадочные маршруты пригородных электропоездов изМосквыпоБМО
- Москва — Яганово (нерегулярный)

### Ответвления с пересадкой
- Ожерелье — Узловая I
- Железнодорожная линия Узуново — Рыбное